# 루이즈 도를레앙 (1812년)
루이즈 마리 테레즈 샤를로트 이자벨 도를레앙(Louise Marie Thérèse Charlotte Isabelle d'Orléans, 1812년 4월 3일 ~ 1850년 10월 11일)는 벨기에 국왕 레오폴 1세의 왕비이다. 오를레앙 공작 루이 필리프 3세와 그 아내인 마리 아멜리 사이에서 장녀로 태어났다. 아버지의 프랑스의 왕이 되면서 그녀 또한 공주가 되었고 1832년 8월 9일 벨기에 국왕 레오폴과 결혼하였다. 루이즈마리는 가톨릭 교도였고 레오폴은 개신교였기 때문에 결혼식은 두 종교의 예식을 모두 따랐다.
루이즈마리는 무척 내성적인 성격으로 좀처럼 대중 앞에 모습을 드러내지 않았지만 빼어난 미모와 관대한 성품으로 벨기에 궁정에서 인기있는 왕비가 되었다. 그녀는 1850년 결핵으로 죽었다.

## 자녀
| 사진 | 이름                      | 생일            | 사망                    | 기타                                               |
| ---- | ------------------------- | --------------- | ----------------------- | -------------------------------------------------- |
|      | 루이 필리프               | 1833년 7월 24일 | 1834년 5월 16일 (9개월) | 요절                                               |
|      | 레오폴 2세                | 1835년 4월 9일  | 1909년 12월 17일 (74세) | 마리 헨리에테 폰 외스터라이히와 결혼, 슬하 1남 3녀 |
|      | 플랑드르 백작 필리프 왕자 | 1837년 3월 24일 | 1905년 11월 17일 (68세) | 호엔촐레른지크마링겐의 마리와 결혼, 슬하 2남 3녀   |
|      | 벨기에의 샤를로트         | 1840년 6월 7일  | 1927년 1월 19일 (86세)  | 멕시코의 막시밀리아노 1세 황제와 결혼, 자녀 없음   |

| 전임 신설 | 벨기에 왕비 1832년 8월 9일 ~ 1850년 10월 11일 | 후임 오스트리아의 마리 앙리에트 |